# Battle Flip Shot
Battle Flip Shot (バトルフリップショット Batoru Furippu Shotto?) (a veces también simplemente como Flip Shot) es un juego de pelota y paddle desarrollado y publicado por Visco en 1998 exclusivamente para la placa arcade conocida como Neo-Geo. Combina los géneros de la Magnavox Odyssey juego de ping pong, Atari 's Pong y Breakout arcades, y Nintendo 's Escupita Sparky del Game & Watch series. En 2001, Visco lanza su secuela, llamada Bang Bead.

## Jugabilidad
Aunque el juego es en gran medida un clon de Pong, introduce varios giros a la jugabilidad. Los jugadores son representados como seres humanos armados con grandes escudos en lugar de las "paletas" solamente. El ajuste consiste en varios futuristas arenas ; el juego tiene lugar en la primera mitad del siglo 22. El balón no puede salir de la zona de juego al alcanzar el borde izquierdo o derecho de la pantalla, como los que también están limitados por paredes, además de la pared superior e inferior típico. En cambio, hay columnas individuales de objetivos situados a lo largo de ambas paredes laterales. Cada vez que la pelota golpea a un objetivo, se elimina y los puntos son anotados por el adversario del titular de los objetivos ". Para ganar una ronda, el jugador tiene que dirigir el balón al desviar con su / su escudo para que todos los objetivos de sus oponentes son eliminados mientras que conserva al menos uno de sus propios objetivos. La duración de rondas también está limitado por el tiempo; en el caso de que el tiempo expira antes de que uno de los lados se las arregla para conseguir la victoria, la parte que tiene más objetivos que queda en juego es declarado ganador de la ronda; debe este resultado en un empate (cuando ambos jugadores tienen la misma cantidad de objetivos a la izquierda), ambas partes se conceden una victoria.
Otra adición a lo clásico Pong juego es que no sólo son los jugadores capaces de moverse hacia los lados además de mover verticalmente (aunque tampoco se puede mover en medio de la arena él / ella oponentes), sino que también son capaces de "diapositivas" para proporcionar al jugador con una explosión de velocidad para contrarrestar las amenazas repentinas.
El juego permite elegir entre cinco ingame diferentes personajes para jugar. Aparte de los diferentes elementos visuales, tanto en los objetivos y el concursante, todos los caracteres son idénticos en cuanto a jugabilidad, con una excepción. Todos los personajes son capaces de realizar un "ataque especial" pulsando el botón A mientras que desviar la pelota. Mientras que para la mayoría de los personajes que se traduce sólo en un efecto visual adicional, Ataque Especial Bloody Wolf permite a ligeramente curva de la trayectoria de la pelota. Esto le da una cierta ventaja táctica, pero no lo suficientemente grande como para desequilibrar el juego.
Tenga en cuenta que, mientras que el ataque especial de Saimon hace que la bola aparentemente desaparecer para una cierta parte de su próximo vuelo, sólo se hace invisible y todavía se puede desviar.

## Personajes jugables
- Chinta Nemoto

Ataque especial: Quick Shot
- Sirena

Ataque especial: Shot Rising; este tiro hace acelerar la pelota después de que llegue primero otra cosa que no sea un objetivo
- Saimon

Ataque especial: Trick Shot
- Bloody Lobo

Ataque especial: Tiro Tornado
- Sr. Juez

Ataque especial: Disparo duro; este tiro a veces hace girar el oponente sin control por un corto tiempo después de desviándolo